# Tom Miller (piłkarz)
Tom Miller (ur. 29 czerwca 1890, zm. 3 września 1958) – szkocki piłkarz, który występował na pozycji napastnika.

## Kariera klubowa
Przed przyjściem do Liverpoolu w 1912, grał w kilku zespołach szkockich, w Larkhall Hearts, Gleniven, Lanark United, Third Lanark i Hamilton Academical. W barwach klubu z Anfield zadebiutował 17 lutego 1912 w meczu przeciwko The Wednesday. W 1914 awansował wraz z zespołem do finału Pucharu Anglii, gdzie przegrał z Burnley 0:1. Miller brał udział w ustawionym meczu z Manchesterem United w 1915 za co został zawieszony, jednak jego udział w Armii Brytyjskiej podczas I wojny światowej spowodował odwieszenie kary.
We wrześniu 1920 przeszedł do Manchesteru United za 2000 funtów, następnie grał w Heart of Midlothian, Torquay United, ponownie w Hamilton Academical i Raith Rovers, w którym zakończył karierę piłkarską w 1927 roku.

## Kariera reprezentacyjna
W reprezentacji Szkocji zadebiutował 10 kwietnia 1920 w meczu przeciwko Anglii. W sumie w kadrze narodowej wystąpił trzy razy i strzelił dwie bramki.
| Lp. | Data             | Miejsce      | Mecz               | Wynik | Bramki | Rozgrywki                 |
| --- | ---------------- | ------------ | ------------------ | ----- | ------ | ------------------------- |
| 1.  | 10 kwietnia 1920 | Hillsborough | Anglia – Szkocja   | 5:4   |        | British Home Championship |
| 2.  | 26 lutego 1921   | Windsor Park | Irlandia – Szkocja | 0:2   |        | British Home Championship |
| 3.  | 9 kwietnia 1921  | Hampden Park | Szkocja – Anglia   | 3:0   |        | British Home Championship |

## Sukcesy
Liverpool
- Finalista Pucharu Anglii (1): 1913/1914